# Nekropole von Forcadas
Die frühmittelalterliche Nekropole von Forcadas (portugiesisch Necrópole medieval de Forcadas bzw. Conjunto de sepulturas escavadas na rocha) liegt in der Gemeinde Matança, im Concelho (Kreis) Fornos de Algodres in der Região Centro in Portugal. 
Die Nekropole der Sepulturas escavadas na rocha stammt aus dem 7. oder 8. Jahrhundert und enthält etwa 25 ovale, rechteckige und trapezförmige in die Felsenoberflächen geschnittene Gräber, von denen einige paarweise angeordnet sind. Sie wurden von Granitplatten bedeckt. Diese Gräber waren vom 6. bis zum 14. Jahrhundert in der Region üblich, mit dem Schwergewicht zwischen dem 9. und 11. Jahrhundert. Einige Historiker sind der Meinung, dass sie westgotischen Ursprungs sind.
In der Nähe liegen die Anta Orca da Matança und die Anta Cortiçô de Algodres.